# Adonisea subrosea
Adonisea subrosea là một loài bướm đêm trong họ Noctuidae.